# Tarvasjoki
Tarvasjoki este o fostă comună din Finlanda.